# Nikolaj Tjebotko
Nikolaj Tjebotko, född 25 oktober 1982 i Sjtjutjinsk i Kazakiska SSR i Sovjetunionen (nu Kazakstan), död den 24 januari 2021 i Burabaj audany
i Kazakstan, var en kazakstansk längdskidåkare. 
Hans bästa individuella resultat är en sjunde plats i sprint 2006. 
Tjebotko avled i en bilolycka, 38 år gammal.